# Atossa
Atossa là một chi thực vật có hoa trong họ Đậu.